# ATP St. Pölten 1995
L'ATP St. Pölten 1995, noto come International Raiffeisen Grand Prix per motivi di sponsorizzazione, è stato un torneo professionistico maschile di tennis giocato sulla terra rossa. È stata la 15ª edizione del torneo – la sesta inserita nell'ATP Tour – era della categoria ATP World Series e si è svolta nell'ambito dell'ATP Tour 1995. Si è giocato dal 19 al 26 giugno 1995 allo Sportzentrum Niederösterreich di Sankt Pölten, in Austria.
È stata la seconda edizione di questo torneo giocata a Sankt Pölten, le prime nove edizioni si erano svolte a Bari, le tre iniziali facevano parte delle Challenger Series e le sei successive erano state poste sotto l'egida del Grand Prix. Prima di approdare a Sankt Pölten, il torneo era quindi stato trasferito per quattro edizioni a Genova, dove per la prima volta è stato inserito nell'ATP Tour.

## Campioni

### Singolare
Thomas Muster ha battuto in finale  Bohdan Ulihrach, 6-3, 3-6, 6-1

### Doppio
Bill Behrens /  Matt Lucena hanno battuto in finale  Libor Pimek /  Byron Talbot, 7-5, 6-4